# アダムの星
アダムの星（アダムのほし、英: The Star of Adam）は現在知られている中で最大のサファイアである。 
質量は1,404.49カラット(280.898 g)で、2015年に発掘されるまでは733カラット(146.6 g)のクイーンズランドの黒い星が世界最大のサファイアであった。

## 概要
アダムの星は青色の宝石で、中心付近から放射状に特徴的な6本の線が伸びている。
2015年8月にスリランカ南部のラトゥナプラで発掘され、現在の所有者により「アダムの星」と名付けられた。これは、アダムがエデンの園を去った後スリランカに辿り着き、アダムスピークに定住したとのイスラム教の言い伝えによるものである。
GIC(Gemmological Institute of Colombo)により質量は1,404.49カラット(280.898 g)と鑑定され、これはGICによる報告の中で最大の値であるが、重さ数十キロに及ぶコランダムの結晶が発掘されたこともあり、高級な宝石に関して、大きさは意味をなさない:374–375。同国の大手宝石・宝飾店によって、アダムの星は世界で最大のブルーサファイアだと確認された。鉱物学者のサイモン・レッドファーンによれば、この宝石はスリランカの花崗岩の高地の中で生成されたと推定でき、何百万年もの期間穏やかで一定に近い温度・圧力下におかれていたため巨大化したと考えられる。